# Magliolo
Magliolo là một đô thị ở tỉnh Savona ở vùng Liguria của Ý, có khoảng cách khoảng 60 km về phía tây nam của Genoa và khoảng 20 km về phía tây nam của Savona. Tại thời điểm ngày 31 tháng 12 năm 2004, đô thị này có dân số 772 người và diện tích là 19,2 km².
Magliolo giáp các đô thị: Bardineto, Calizzano, Giustenice, Rialto, và Tovo San Giacomo.